# Draco beccarii
Draco beccarii è una specie di lucertola della famiglia Agamidae, endemica dell'Indonesia.

## Etimologia
Il nome della specie, beccarii, è stato assegnato in onore del botanico Odoardo Beccari.

## Distribuzione
D. beccarii è diffuso nelle isole indonesiane di Buton, Kabaena, Muna, e nell'est di Sulawesi.

## Descrizione
D. beccarii è in grado di raggiungere i 7,5 cm di lunghezza, coda esclusa. Quest'ultima è lunga 14 cm.

## Riproduzione
D. beccarii è oviparo.